# Funtauna Merla

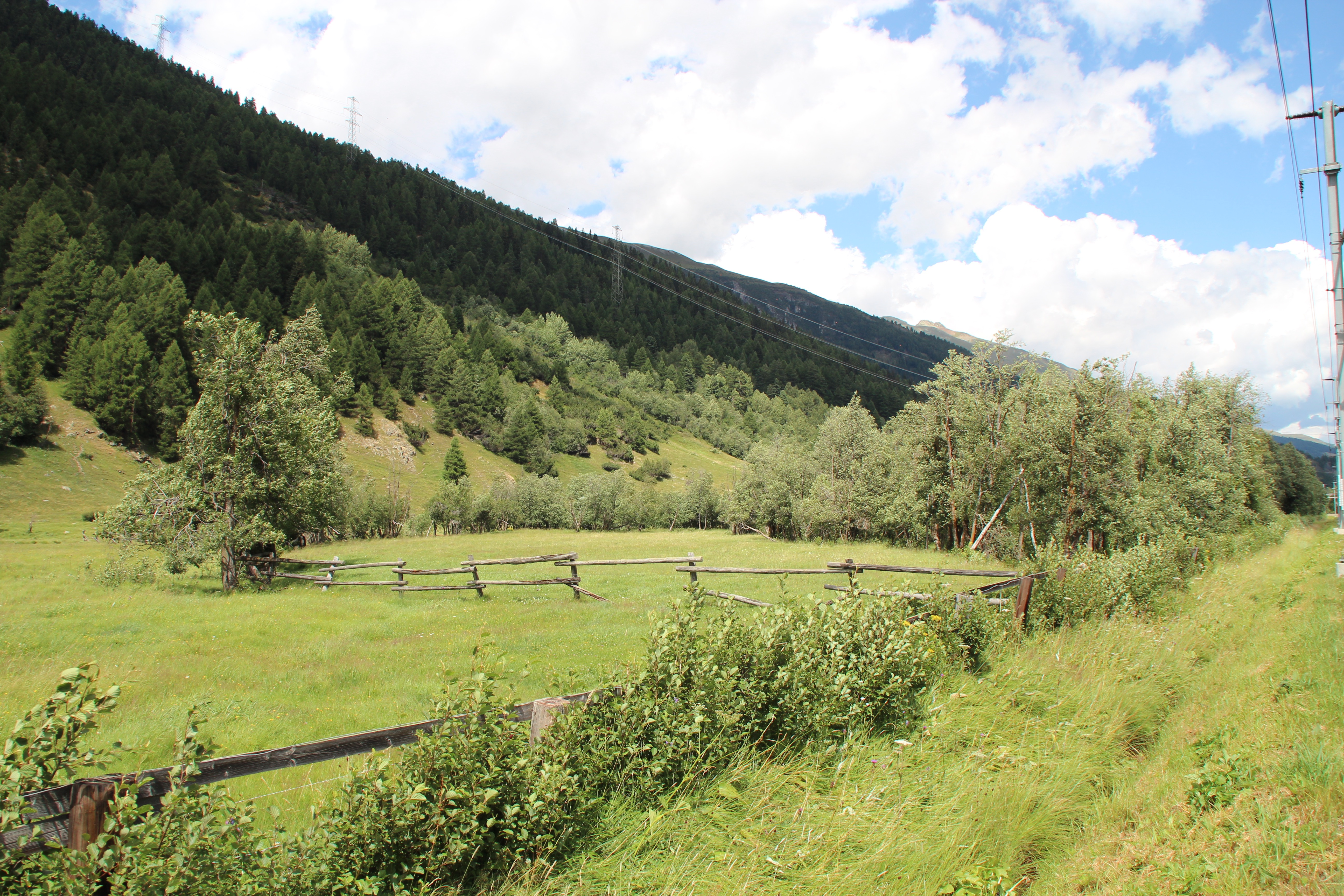
Bei Funtauna Merla

Funtauna Merla ([funˈtɛmɐˌmɛrlɐ]ⓘ, rätoromanisch im Idiom Puter für «Amselquelle» bzw. «Amselbrunnen», Aussprache Funtäma [!] mit Betonung auf dem langen ä) bezeichnet einen historischen Ort in Form eines Felsens nahe Las Agnas zwischen Bever und La Punt auf der linken Talseite im Oberengadin im Kanton Graubünden.

## Quelle
Die Funtauna Merla (Amselquelle, Amselbrunnen) ist eine Quelle unterhalb der ehemaligen Siedlung Las Agnas. Sie floss unter einem grossen Stein hervor, genannt peidra venerabla (dt. «altehrwürdiger Stein»). Vielleicht war Funtauna Merla ein mystischer Platz, ein heiliger Ort, ein Quellheiligtum, wo Wassergötter verehrt wurden und der später zum politischen Ritualort umfunktioniert wurde.

## Historisches
Funtauna Merla wird 1283 ersturkundlich erwähnt und trennte zunächst die beiden Oberengadiner Kirchgemeinden. Nach der 1438 erfolgten Zweiteilung der Gerichtsgemeinde Oberengadin (die als Hochgericht jedoch weiter bestand), bildete Funtauna Merla die Grenze zwischen den beiden neuen Gerichten Sur Funtauna Merla (die höhergelegene mit Samedan als Hauptort, mit Gerichtssitz in der Tuor) und Suot Funtauna Merla (die tiefergelegene der Plaiv mit Zuoz als Zentrum). Das je eigene Zivilgericht von Sur und Suot Funtauna Merla wurde im Fünfsieglerbrief von 1462 bestätigt.
Ulrich Campell schreibt in seiner Topographischen Beschreibung von 1573 zu Funtauna Merla: «Kaum 200 Doppelschritte von dort (Las Agnas) entfernt strömt gleich neben der Strasse eine Quelle aus der Erde, die von der Bevölkerung Funtauna Merla, das heisst "Amselquelle", genannt wird. Sie ist die Grenze zwischen den zwei Gerichten des Oberengadins, nämlich des unteren von Zuoz und des oberen von Samedan. Die Leute nennen sie las Drettüras Suott und Sur Funtauna Merla, das heisst Gerichte unter- und oberhalb der Amselquelle.».
1851 erhielt Graubünden eine moderne Gerichtsordnung mit Kreisen. Aufgrund der Schaffung des Kreises Oberengadin wurde auch Funtauna Merla als Grenzort obsolet und verlor ihre Bedeutung. Bei der Kanalisierung des Inn 1856 wurde der Fels bei der Quelle zur Gewinnung von Wuhrsteinen gesprengt.

## Sprachgrenze
Das im Oberengadin gesprochene rätoromanische Idiom Putér lässt sich in eine (geographisch) untere und obere Hälfte unterscheiden. Die Dialektgrenze liegt zwischen La Punt Chamues-ch und Bever bei der Funtauna Merla.